# David Gallart Peiró
David Gallart Peiró   (segle XX) és un editor i director de cinema català. El 2000 va guanyar el premi Nova Autoria al Festival Internacional de Cinema Fantàstic de Sitges per La escapada. El 2002 va guanyar la Medalla del CEC al millor muntatge pel seu treball a Smoking Room. El 2008 va guanyar el Goya al millor muntatge per REC i el 2010 el Gaudí al millor muntatge per REC 2. El 2015 va guanyar la Biznaga de Plata al Festival de Màlaga per Requisits per ser una persona normal. També ha estat nominat al Goya al millor muntatge per Requisits per ser una persona normal (2015), Blackthorn (2012) i Abracadabra (2017).

## Filmografia
- 2000: Faust : Love of the Damned (editor assistent)
- 2002: OT: La película
- 2002: Smoking Room
- 2004: Romasanta (Romasanta)
- 2005: Tapes
- 2007: REC
- 2009: REC 2
- 2011: Blackthorn
- 2012: REC 3: Gènesi
- 2013: Mariah Mundi and the Midas Box
- 2014: REC 4
- 2015: Requisits per ser una persona normal
- 2017: Sé quién eres
- 2017: Abracadabra
- 2019: Vida perfecta